# القضارف (مدينة)
القَضَارِفْ مدينة تقع في شرق السودان على ارتفاع 580 متر (1902.85 قدم ) فوق سطح البحر، وتبعد عن العاصمة الخرطوم بحوالي 410 كيلومتر ( 254 ميل ) شرقاً، وتعدّ واحدة من أهم المدن السودانية من ناحية موقعها الإستراتيجي وأهميتها الاقتصادية والعسكرية ودورها السياسي والتاريخي ونسيجها الاجتماعي فهي بوتقة تنصهر فيها مختلف القبائل السودانية والجماعات غير السودانية. وتتوسط أغنى مناطق السودان الزراعية والرعوية، وبها سوقاً دولية للمحاصيل خاصة للذرة ومقر القيادة الشرقية للقوات المسلحة السودانية، كما تتميز القضارف بمدينتها الرقمية التي تعدّ أول مدينة رقمية في السودان. والقضارف هي عاصمة ولاية القضارف. وتكتب باللغات اللاتينية Gedaref أو
Al-Qadarif.

## أصل التسمية
اختلفت الروايات حول معنى لفظ القضارف (بفتح القاف والضاد وكسر الراء) وسبب التسمية به، ولعل الرواية الأكثر شيوعاً وسط رواد المدينة هي تلك التي تذهب إلى أن المكان الذي قامت عليه مدينة القضارف كانت تقام فيه سوقاً (وهو ما أكدته أيضاً كتابات المستكشف البريطاني اسكوت التي تحدثت عن سوق كانت تقام مرتين في الإسبوع) يؤمها سكان البوادي وتجمعات الرحل من عرب البوادرة  و الشكرية وغيرهم للتبضّع بمبادلة السلع ببعضها دون نقود عن طريق ما يعرف بنظام المقايضة. وكان منادياً يعلن دائماً على الملأ عند مغيب الشمس إغلاق السوق، داعياً إلى المغادرة ويقول باللهجة العربية السودانية «اللي قَضَى يَرِفْ .. اللي قَضَى يَرِف» أي، الذي قضى أموره عليه أن يغادر. وأخذ الناس في تداول هذا النداء فيما بينهم عند ذكر السوق فكانوا يقولون لنذهب إلى سوق» القضى يرف» وبتحريف بسيط أُطلق على السوق اسم القضا - يرف، وهكذا تحول سوق «القضا يرف» المؤقت إلى تجمع استيطاني بعد أن استقر فيه بعض رواده مستفيدين من خصوبة التربة ووفرة الأمطار وأصبح التجمع قرية حملت اسم القضايرف، فالقضارف.
وثمة رواية أخرى تُرجح سبب التسمية إلى التلال التي تحيط بالمكان وتشبيهها بالغضاريف (المفرد غضروف)، إلا أن هذا التفسير يعيبه أمران: الأول هو أن التلال المقصودة بعيدة عن مكان القضارف الحالية، وأن تسمية الغضاريف يفترض أن تكون اسماً للتلال وليس للمكان الذي تحيط التلال بجهته الشرقية. والأمر الثاني هو أن التسمية هي القضارف (بالقاف) وليس الغظارف (بحرف الغين) وشتان ما بينهما. والغضروف في علم التشريح باللغة العربية هو أحد فقرات العمود الفقري وهو أيضاً في الدارجة السودانية غضروف وليس قضروف وجمعه غضاريف وليس قضاريف أو قضارف.
وجاء في كتاب موجز تاريخ السودان لمؤلفيه هولت ودالي، بأن الشكرية  أكبر قبائل جنوب البطانة في وسط السودان كان تعيش وتحكم أراضي منطقة القضارف المنتجة للحبوب وكانت يطلق عليها اسم سوق أبو سن قبل أن تعرف باسم القضارف.
ومن الألقاب التي تطلق على القضارف اسم قضروف سعد. حيث يذهب بعض الرواة إلى أن سعد هو اسم تاجر قبطي أسس أول متجر فيها وكان الرحل يفدون إلى متجره فأطلقوا على القضارف في بداية نشأتها هذا الاسم، في حين ينسب البعض شخصية سعد إلى قبائل أخرى كالشكرية والضباينة والبوادرة وكلها من الجماعات التي استوطنت المنطقة، ووفقاً لروايات البوادرة بأن سعد هو ابن المك محمود وحفيد المك جاسر الذي كان يحكم البطانة من جبل تواوا، وشارك في حلف الفونج الذي قضى على دولة علوة المسيحية.
وثمة مقولة من تراث القضارف وهي: «قضروف سعد.. جنة أم رعد» في إشارة إلى موسم الخريف المطير في القضارف الذي يكسي أرضها خضرة ويملأها زرعاً وضرعاً وسط أمطار غزيرة وزوابع رعدية تشتهر بها المنطقة.

## التاريخ

### حكم مملكة سنار

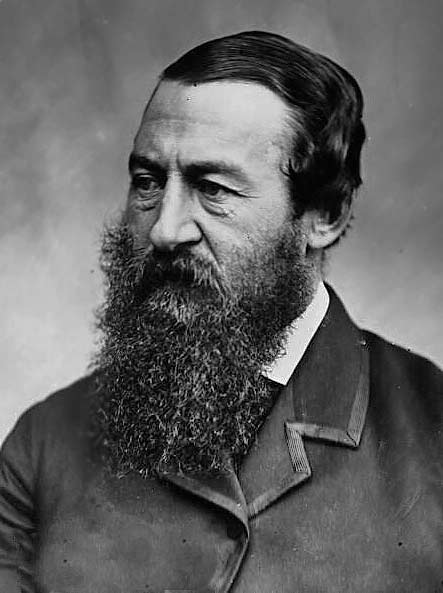
المكتشف البريطاني صمويل بيكر

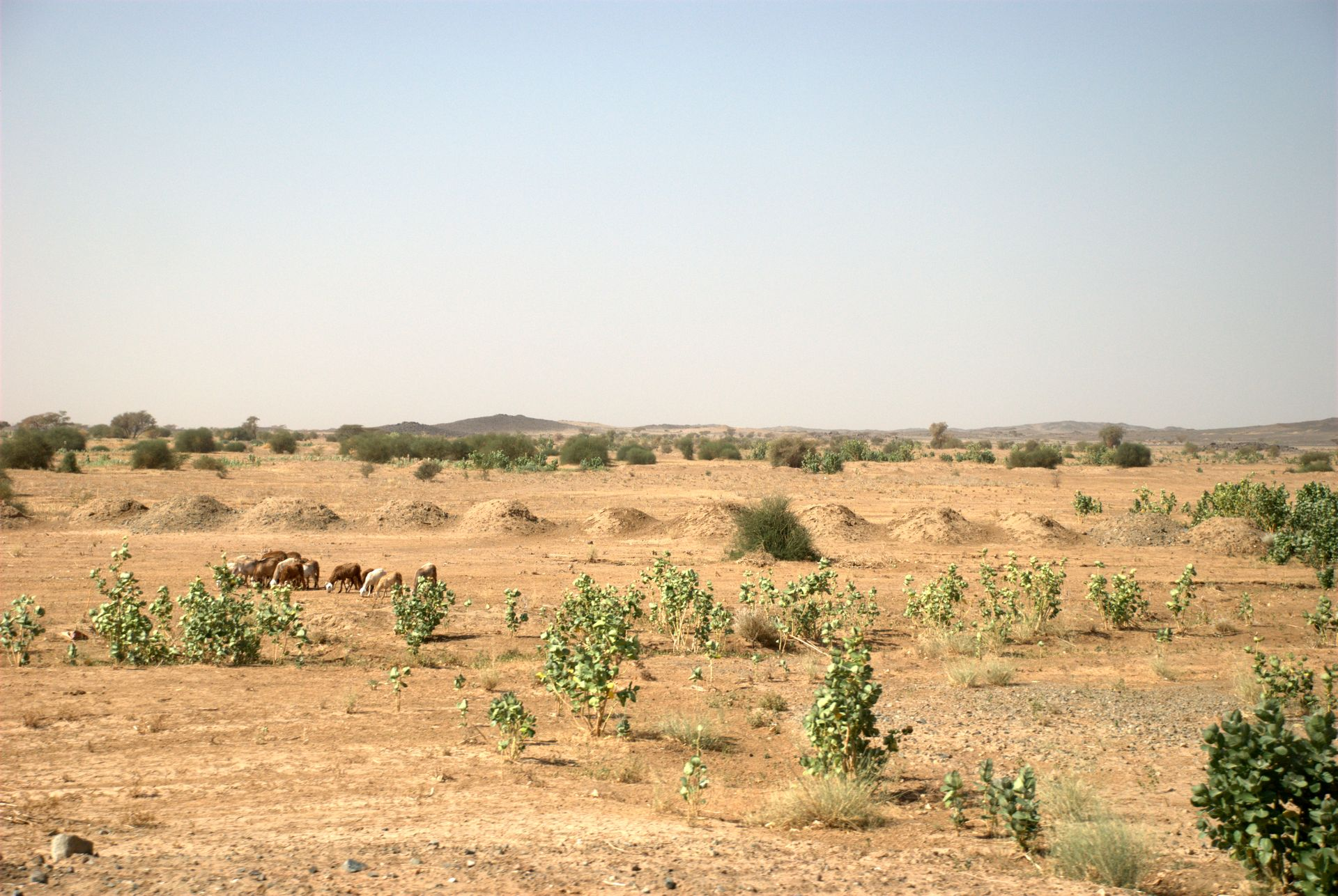
سهل البطانة

يبدأ التاريخ الحديث المكتوب للمدينة في سنة 1772، عندما مرّ بالمنطقة المستكشف الإسكتلندي جيمس بروس وتحدث في سيرة رحلته في السودان وهو في طريق عودته من الحبشة عبر المتمة إلى سنار عن بلدة تسمى (تياوا باللغة الإنجليزية Teawa) وأشار إلى حاكمها الشيخ فضيلي الذي كان تابعاً لملك سنار. ويرجح أن تكون المنطقة التي قصدها بروس هي منطقة جبل تواوا الحالية الواقعة على غرب مدينة القضارف. وفي نوفمبر / تشرين الثاني سنة 1862 م، توقف المستكشف البريطاني صمويل بيكر في هذه البلدة وهو في طريقه إلى الحبشة عبر مدينة القلابات .

### الحكم التركي المصري
وفدت في سنة 1821 م، إلى القضارف مجموعة من أفراد القبائل الذين فروا مع المك نمر، ملك الجعليين في شمال السودان بعد قيامه بقتل إسماعيل كامل باشا ابن خديوي مصر محمد علي باشا وقائد حملته على السودان، آنذاك تلتها موجة أخرى من الفارين من المذابح الانتقامية التي قام بها الدفتردار محمد، صهر الخديوي، رداً على مقتل إسماعيل باشا واستمرت هذه المجموعات في التوافد إلى مناطق علي مشارف القضارف الحالية مثل الصوفي الأزرق والصوفي البشير، في إتجاه نهر عطبرة، وفي منطقة المتمة على الحدود الإثيوبية السودانية. وقد تمكنت القوات التركية المصرية أثناء زحفها إلى سنار عاصمة السلطنة الزرقاء من انتزاع القضارف وضمها إلى مناطق السودان التي استولت عليها، وأقام الأتراك حامية عسكرية قوية قوامها من الجنود الأتراك والأكراد والمغاربة لإخضاع بقية المناطق. وأصبحت القضارف أثناء الحكم المصري التركي، وحدة إدارية مع وجود حامية عسكرية قوية فيها.[بحاجة لمصدر]

### الثورة المهدية
عندما استولت قوات المهدية على القضارف في سنة 1884 م بقيادة الأمير النور عنقرة حافظت على هذا النظام الإداري والعسكري التركي، واستخدمتها كقاعدة عسكرية لقواتها وجبهة أمامية في غزواتها بالمنطقة ضد القوات المصرية التركية والانطلاق منها إلى ما بعد الحدود إلى الحبشة، بل أنها كانت أكبر منطقة عسكرية بعد عاصمة المهدية أم درمان، حيث ضمت حاميتها عدداً من أبرز قادة وأمراء جيوش المهدية مثل حمدان أبو عنجة و النور عنقرة و الزاكي طمل.
كما استفاد حكم المهدية من المدينة في إمداد الجيش المتحرك نحو الحبشة بقيادة الزاكي طمل بالمواد الغذائية. وكانت القضارف أيضاً مصدراً لإمداد المناطق التي تأثرت بالمجاعة المعروفة بمجاعة سنة ستة( 13 06 هجرية) في فترة حكم الخليفة عبد الله التعايشي.
وقد أشار السير جاوين بيل، الذي عمل في السودان في الفترة من 1931 إلى 1945 م كمساعد مفتش للقضارف، إلى المدينة في كتابه (ظلال على الرمال)، كبلدة «ذات مظهر عمراني أشبه بأفريقي من كونه عربي، تتكون منازلها من أكواخ (تسمى محليا قطاطي المفرد قُطيّة) مصنوعة من القصب والقش والطين باستعمال رَوث البهائم. وكان عدد سكانها أكثر من 15000، وهم خليط من القبائل العربية وأناس من نيجيريا و اريتريا و الحبشة ». ونمت المدينة كمركز زراعي وتجاري مهم.

### الحكم الثنائي
في سبتمبر/ أيلول 1898 م، تحركت كتيبة بريطانية بقيادة اللفتنانت كولونيل (مقدم) بارسونز من كسلا باتجاه القضارف لاستردادها واشتبكت مع وحدة من الدراويش تابعة لجيش المهدي تتألف من 3500 رجل تحت قيادة الأمير سعد الله في غابة تقع بين نهر عطبرة والقضارف البلدة بينما بقيت في حامية المدينة وحدة صغيرة من جيش المهدي قوامها 200 جندي بقيادة الأمير النور عنقرة. وجرت معركة حامية الوطيس عرفت بمعركة القضارف تمكنت في نهاية المطاف قوات بارسونز من هزيمة الدروايش. الذين قاتلوا بشجاعة ولكنهم انسحبوا إلى الغرب من المدينة بعد ما أدركوا تفوّق الكتيبة البريطانية عليهم، وكان معظمهم ينتمي إلى قبائل دارفور وكردفان في غرب السودان، ولم يكن أمامهم من خيار سوى تسوية وضعهم مع البريطانيين للبقاء والعيش مع عائلاتهم في الجزء الجنوبي الغربي من القضارف، والذي أصبح لاحقا أساسا لتشكل نظارة بكر (حي ديم بكر حالياً) بزعامة الناظر بكر مصطفى، والتي امتد نفوذها السياسي والروحي إلى قرى وبلدات المناطق الجنوبية من ولاية القضارف وحتى بلدة القلابات على الحدود السودانية الإثيوبية.
أدرك الإنجليز أهمية الموقع الإستراتيجي العسكري واللوجستي للمدينة فاتخذوها قاعدة عسكرية لجميع قواتهم في شرق السودان ووضعوا فيها لواء باسم «فرقة العرب الشرقية» التي كانت تتكون من ضباط إنجليز وجنود محليين من الإرتريين والأحباش والصوماليين وعدد من أفراد قبيلة بني عامر والذين التحقوا بالقوات المصرية بقيادة يوزباشي يدعى أحمد إبراهيم حاج آغا. مستخدمة الخنجر البجاوي المعكوف المعروف محلياً باسم «شوتال» شعاراً للحامية حافظت عليه حتى بعض تحويلها إلى قيادة عسكرية باسم القيادة الشرقية اللواء الرابع، بعد استقلال السودان.[بحاجة لمصدر]
وبرزت أهمية القضارف الإستراتيجية بالنسبة للحكم الثنائي خلال الحرب العالمية الثانية ليس فقط باعتبارها قاعدة انطلاق عسكري لمواجهة الخطر الإيطالي عبر الحدود الشرقية في إثيوبيا، بل من خلال توفيرها للمواد الغذائية (الذرة والحبوب الزيتية وقطن الملابس والضمادات) لجيوش الحلفاء في شرق أفريقيا. وبعد الحرب أصبحت المدينة أيضا أكثر جاذبية للاستثمار الزراعي لشرائح كثيرة من القبائل السودانية، خاصة بعد تأسيس شركة الزراعة الآلية في عام 1968م.
يرى بعض المؤرخين بأن ثمة تنافس كان قد احتدم آنذاك حول منطقة القضارف بين القوى الاستعمارية في المنطقة بدت معالمه في الوضوح في عام 1935 م، بقيام القوات الإيطالية المرابطة في إثيوبيا بمناوشات حدودية من حين لآخر على المنطقة لجس نبض البريطانيين الذين عززوا قواتهم في القضارف. وهناك من يؤكد وجود خطط إيطالية إبان الحرب العالمية الثانية لاحتلال القضارف عبر منطقة القلابات وقطع خطوط الإمدادات البريطانية التي تمر عبرها وشن غارات جوية على كسلا وشبكة الري في مشروع الجزيرة الزراعي بوسط السودان وإغراق حقول القطن بالمياه وبالتالي توجيه ضربة قاضية لسلعة القطن التي كان يعتمد عليها اقتصاد الحكم الثنائي.

### عهد الاستقلال
وبعد استقلال السودان في عام 1956 م، شهدت المدينة طفرة اقتصادية كبيرة نتيجة للتوسع في الزراعة الآلية ففتحت فيها المصارف الكبيرة مكاتب وفروعاً للتشجيع على الاستثمار في المجال الزراعي بالمنطقة من خلال تقديم القروض الميسرة للمزارعين وتمويل المشاريع الزراعية الضخمة. ومن تلك المؤسسات المالية بنك السودان (المركزي) والمصرف الزراعي وبنك باركليز البريطاني والبنك العثماني، وتبعاً لذلك نمت تجارة المحاصيل والخدمات المتصلة بالزراعة ولعبت الشركات البريطانية الكبيرة العاملة في استيراد الآلات الزراعية مثل شركة جلاتلي وهانكي وشركة ميتشل كوتش وشركة سودان ماركنتايل البريطانية دوراً في توسيع الزراعة الآلية من خلال جلب الجرارات والحاصدات والمحاريث الآلية. وتزامن ذلك مع نمو في المؤسسات الخدماتية والتدريبة فتم إنشاء منطقة صناعية تضم العشرات من ورشة والمخارط ومحلات إنتاج وبيع قطع غيار الآلات الزراعي. ولعل أهم إنجاز في هذا المجال هو تشييد صومعة غلال بواسطة الإتحاد السوفيتي السابق في عام 1965 م، بطاقة تخزينية للحبوب قدرها 100.000 طن. كما تم تزويد المدينة بالطاقة الكهربائية.
بعد استيلاء العقيد جعفر نميري على السلطة في البلاد، تم في عام 1972 م، تأميم الشركات والمصارف الأجنبية ضمن إطار سياسة التأميم التي تبنّتها حكومة نميري في بداية عهدها، فحملت شركة جلاتلي اسم شركة مايو للعاملين، وأدّى ذلك إلى تدهور في الخدمات حينذاك.

## التركيبة السكانية

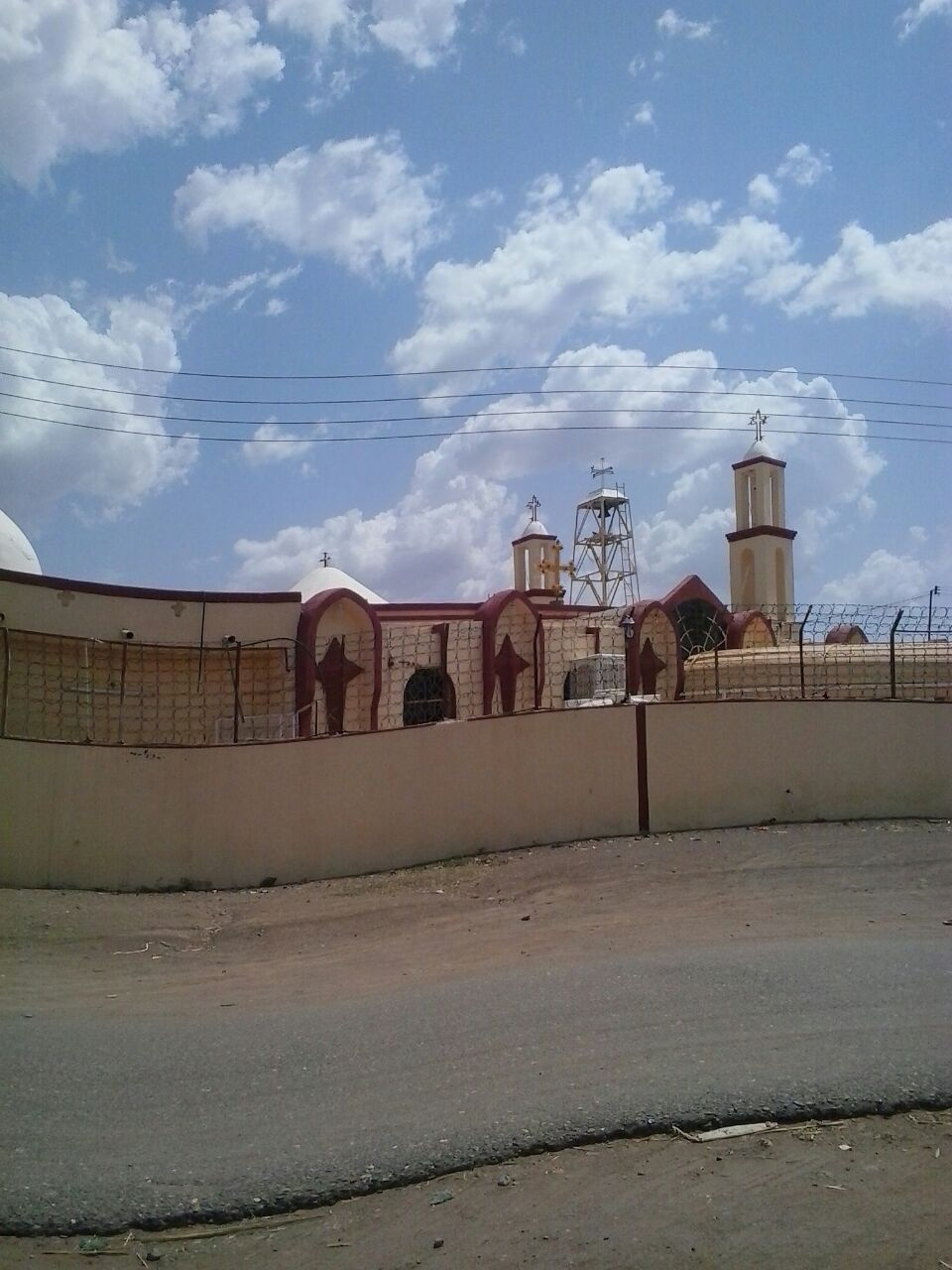
كنيسة قبطية في القضارف

ليس هناك منطقة في السودان تتنوع فيها التركيبة السكانية كما في القضارف باستثناء منطقة العاصمة الخرطوم وبورتسودان، وبالرغم من أن قبيلة الشايقية العربية أول من استوطن مدينة القضارف والذي نزل في ضيافتهم بعد ذلك عرب الشكرية، إلا أنها استقبلت على مر السنوات هجرات سكانية متتالية سواء كانت على مستوى الأفراد أو الجماعات، وكانت أكبر تلك الهجرات هي التي وفدت من غرب السودان إبان حكم المهدية وبعدها على إثر قيام الزراعة الآلية التي كانت ولا تزال السبب الرئيسي في توافد الناس إلى القضارف حتى غدت فسيفساء بشرية. ومن أهم ما سكنها من جماعات إثنية: الهوسا و الشايقية و رفاعة و الهدندوة و الكنانية والشكرية و اللحويين و البني عامر والضباينة والبوادرة والجعليين و قبائل البقارة و المساليت والبرنو والفلاتة و التعايشة والبطاحين والفور والحباب، والزغاوة والقرعان والتامة والبلالة والميم كما استقرت بها قبائل عديدة من دول الجوار وبعض الجماعات والأسر المنتمية إلى بلدان عربية وأخرى في آسيا وجنوب أوروبا ومن هذه المجموعات: الإثيوبيين والأريتريين على مختلف قبائلهم ودياناتهم، والصوماليين، واليمنيين، والمصريين الأقباط و النقادة (من صعيد مصر ) والبانيان الهنود والأرمن واليونانيين والأكراد.
وبطبيعة الحال تتنوع الديانات التي يعتنقها الإسكان وأهمها الإسلام والمسيحية (الكنيسة القبطية الأرثوذكسية و كنيسة التوحيد الأرثوذكسية الإثيوبية وكنيسة الروم الكاثوليك والبروتستانت) والهندوسية.
النمو السكاني المضطرد في مدينة القضارف
| السنة      | 1973  | 1983    | 1993    | 2010    |
| ---------- | ----- | ------- | ------- | ------- |
| عدد السكان | 66.46 | 119.002 | 191.164 | 363.906 |

## طوبوغرافيا المدينة

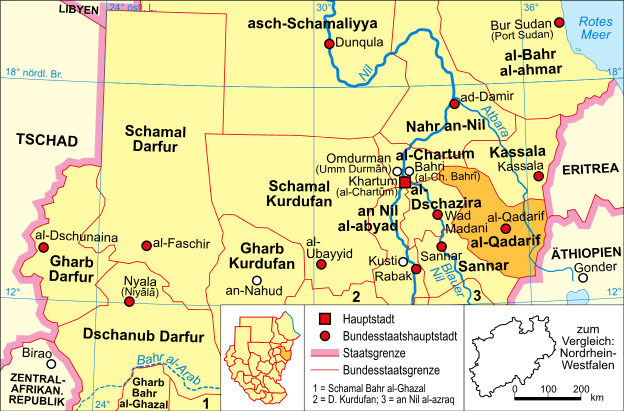
موقع القضارف داخل الولاية

يتميز المظهر الجغرافي للمدينة بوجود سلسلة من التلال المحيطة بها مع وجود أودية موسمية يطلق عليها محلياً اسم الخيران (المفرد خور) تجري فيها مياه الأمطار في موسم الخريف خاصة عند هطولها في المرتفعات الإثيوبية. ويعدّ خور مقاديم أكبر هذه الخيران، ويجري تجاه الجزء الجنوبي الغربي من المدينة ما بين حي ديم سواكن والرابعة في الجنوب وحي ديم النور وديم سعد في الشمال ويشق المدينة بإتجاه ديم بكر شمال غرب المدينة.

## المناخ

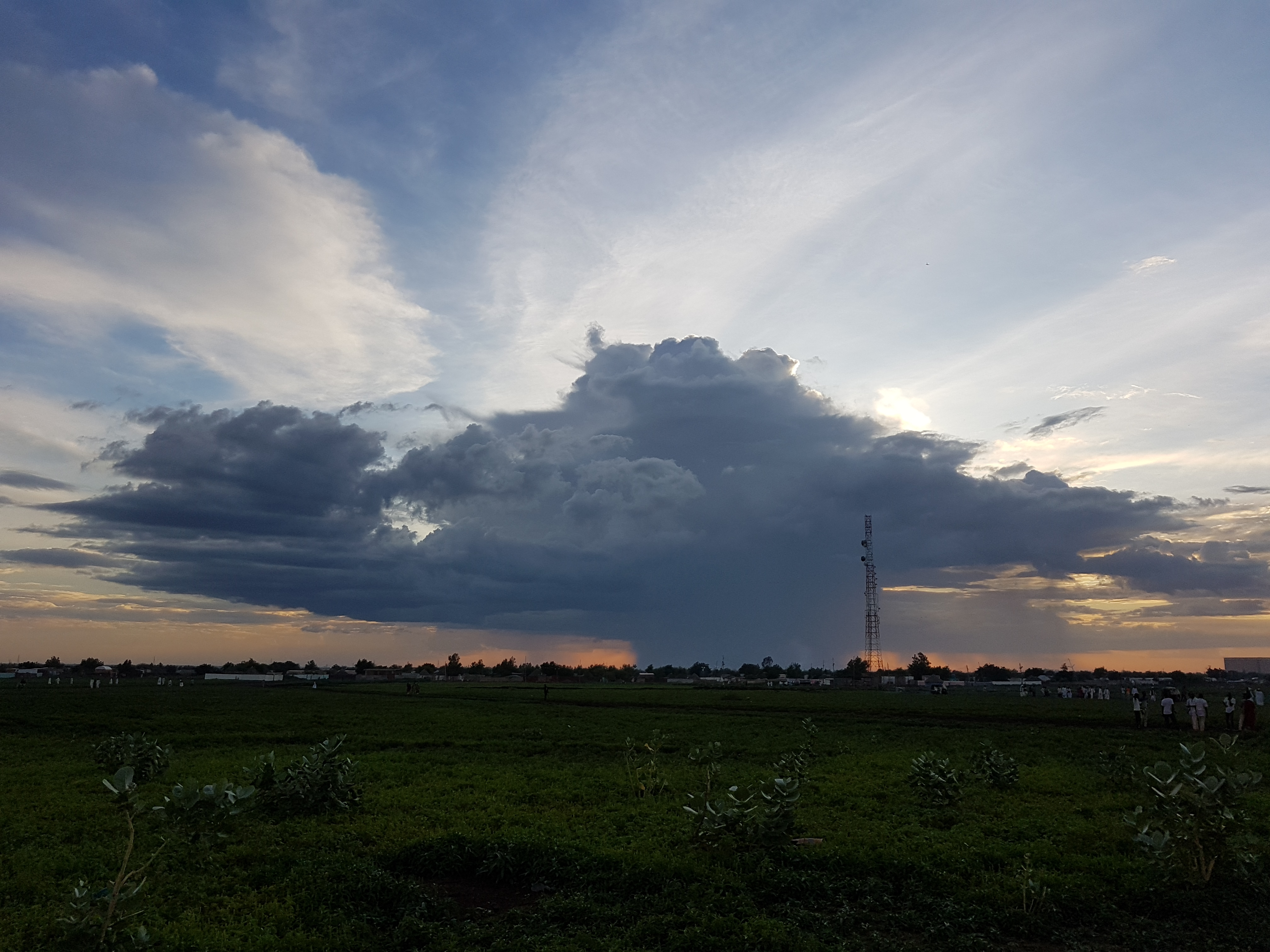
سحب محملة بالرطوبة في القضارف

يسود القضارف مناخ مداري حيث ترتفع درجات الحرارة في الصيف وتهطل الأمطار التي تتراوح معدلاتها السنوية ما بين 700 و900 مليمتر، وهو الموسم الذي يعرف محلياً بالخريف وتكتسي فيه الأرض حلة خضراء من الحشائش والأعشاب والأشجار النضرة. تصل أثنائه إلى المنطقة مختلف الطيور المهاجرة من مناطق بعيدة في العالم مثل سيبيريا في روسيا وبنجاب في الهند ومن أهم هذه الطيور طائر البجع المعروف محلياً باسم السمبر.
| متوسط حالة الطقس في القضارف   | متوسط حالة الطقس في القضارف | متوسط حالة الطقس في القضارف | متوسط حالة الطقس في القضارف | متوسط حالة الطقس في القضارف | متوسط حالة الطقس في القضارف | متوسط حالة الطقس في القضارف | متوسط حالة الطقس في القضارف | متوسط حالة الطقس في القضارف | متوسط حالة الطقس في القضارف | متوسط حالة الطقس في القضارف | متوسط حالة الطقس في القضارف | متوسط حالة الطقس في القضارف | متوسط حالة الطقس في القضارف | متوسط حالة الطقس في القضارف |
| درجة الحرارة                  | درجة الحرارة                | درجة الحرارة                | درجة الحرارة                | درجة الحرارة                | درجة الحرارة                | درجة الحرارة                | درجة الحرارة                | درجة الحرارة                | درجة الحرارة                | درجة الحرارة                | درجة الحرارة                | درجة الحرارة                | درجة الحرارة                | درجة الحرارة                |
| الشهر                         | يناير                       | فبراير                      | مارس                        | ابريل                       | مايو                        | يونيو                       | يوليو                       | اغسطس                       | سبتمبر                      | أكتوبر                      | نوفمبر                      | ديسمبر                      |                             | المتوسط                     |
| ----------------------------- | --------------------------- | --------------------------- | --------------------------- | --------------------------- | --------------------------- | --------------------------- | --------------------------- | --------------------------- | --------------------------- | --------------------------- | --------------------------- | --------------------------- | --------------------------- | --------------------------- |
| الدرجة القصوى (بـ م°)         | 34                          | 36                          | 39                          | 40                          | 40                          | 37                          | 33                          | 31                          | 33                          | 36                          | 37                          | 35                          |                             | 35                          |
| الصغرى;(بـ م°)                | 17                          | 18                          | 21                          | 33                          | 25                          | 21                          | 21                          | 21                          | 21                          | 21                          | 21                          | 18                          |                             | 20,5                        |
| هطول الأمطار                  |                             |                             |                             |                             |                             |                             |                             |                             |                             |                             |                             |                             |                             |                             |
| الشهر                         | يناير                       | فبراير                      | مارس                        | ابريل                       | مايو                        | يونيو                       | يوليو                       | اغسطس                       | سبتمبر                      | أكتوبر                      | نوفمبر                      | ديسمبر                      |                             | السنوي                      |
| متوسط هطول الأمطار (بـ مم)    | 0                           | 0                           | 0                           | 0,1                         | 3                           | 9                           | 19                          | 9                           | 3                           | 3                           | 1                           | 1                           |                             | 162,2                       |
| المصدر: Hong Kong abservatory |                             |                             |                             |                             |                             |                             |                             |                             |                             |                             |                             |                             |                             |                             |

## النشاط الاقتصادي

### الزراعة

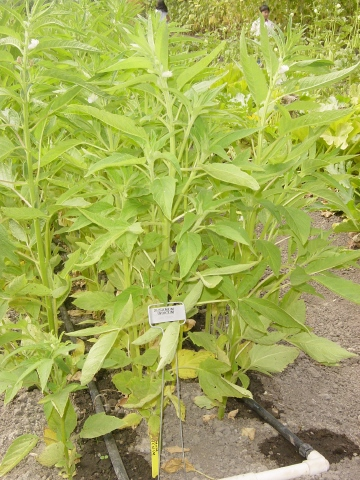
نبات السمسم: القضارف واحدة من أكبر مناطق إنتاجه في العالم

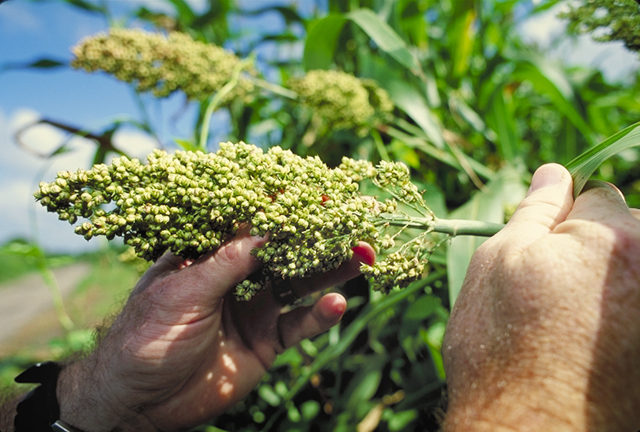
الذرة البيضاء من المحاصيل الرئيسية في القضارف

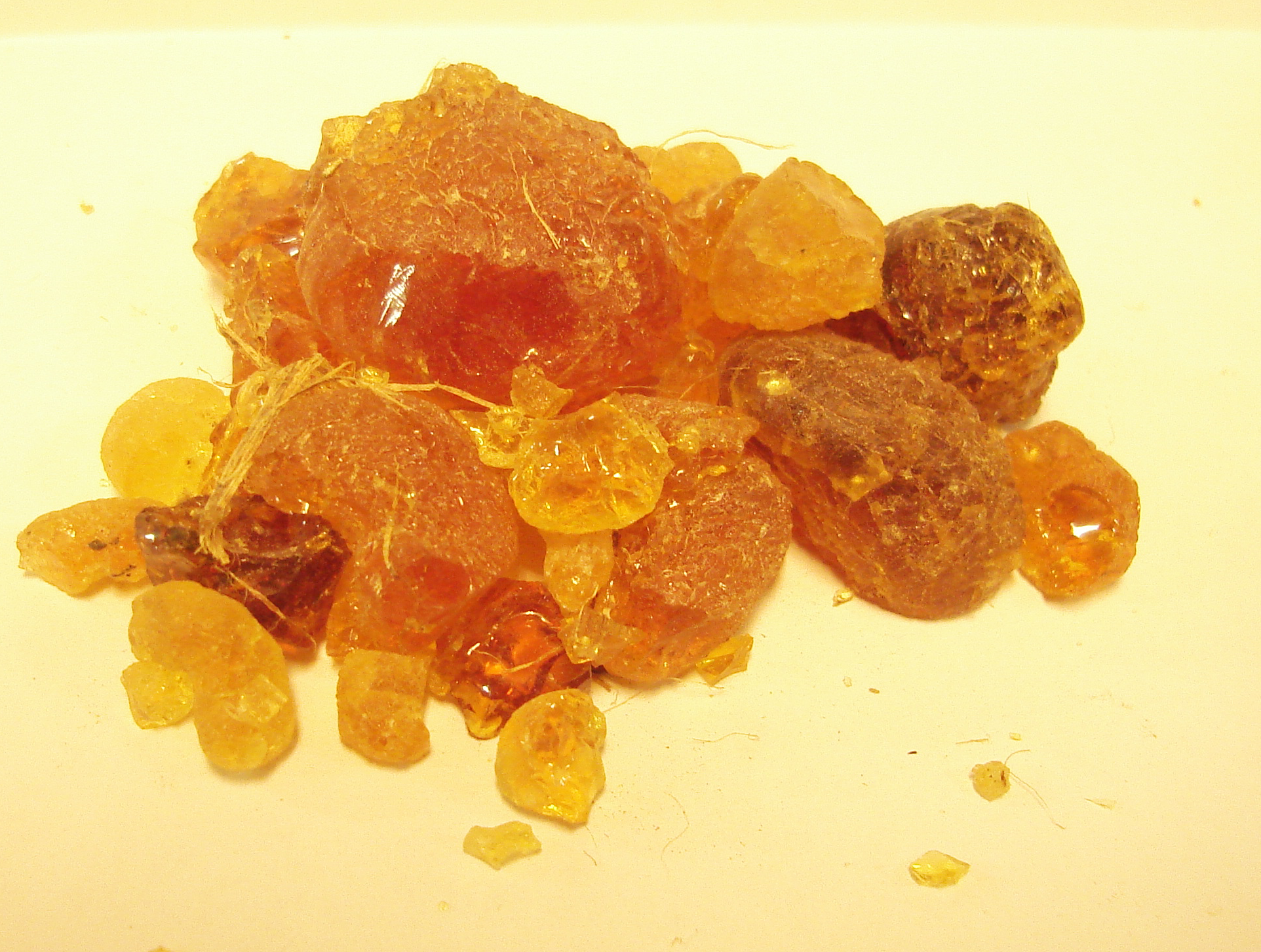
السودان ينتح 85% من إجمالي الإنتاج العالمي لمحصول الصمغ العربي والقضارف من أبرز مناطق إنتاجه

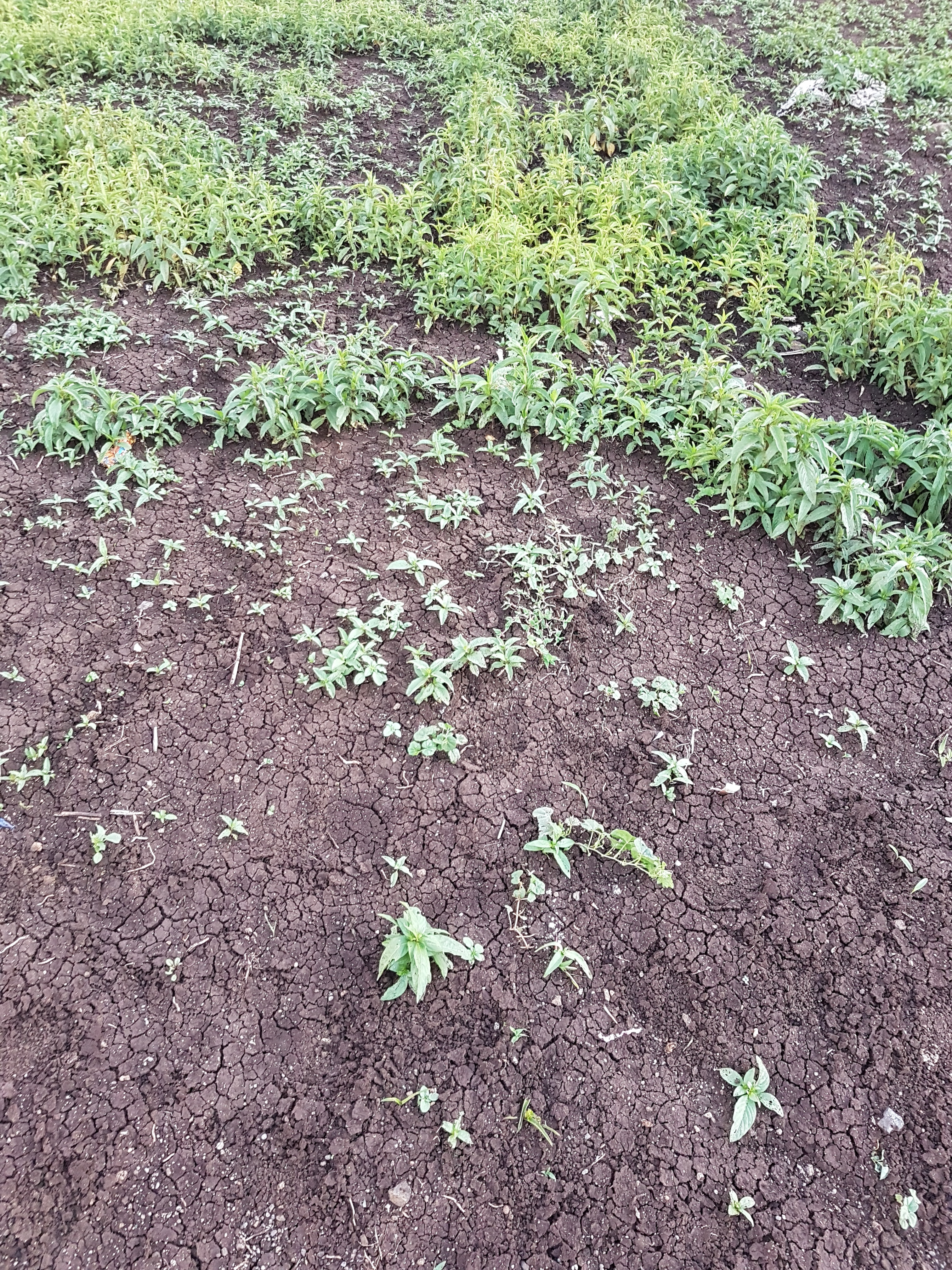
التربة الغرينية الصالحخة للزراعة في القضارف

تعدّ القضارف مركزاً استراتيجياً مهماً جدا لتأمين الغذاء في السودان وتعتمد على الزراعة الآلية المطريّة، وتتميز بمساحات كبيرة من الأراضي الصالحة للزراعة، وبها أكبر مشاريع للزراعة المطرية والآلية بالسودان.
أهم المحاصيل هي: السمسم حيث يعدّ السودان ثالث أكبر دولة منتجة له في العالم بعد الصين والهند، تعدّ القضارف أكبر منطقة منتجة للسمسم في السودان، والذرة البيضاء ويأتي السودان ضمن أكبر ثلاث دول منتجة لها في العالم، والقضارف من أهم مناطق إنتاجها في السودان. والدخن والصمغ العربي ويعدّ السودان أكبر منتج له في العالم حوالي 85% من الإنتاج العالمي، والقضارف واحدة من أهم مناطق إنتاجه في السودان، وزهرة الشمس، إلى جانب المحاصيل البستانية التي تشمل الفواكه والخضروات كالليمون والجوافة والطماطم والبامية وغيرها.
ويوجد بمدينة القضارف أكبر سوق لمحاصيل السمسم، الذرة والدخن. كما توجد بها أكبر صوامع غلال لتخزين الحبوب في السودان.

#### سوق محاصيل القضارف

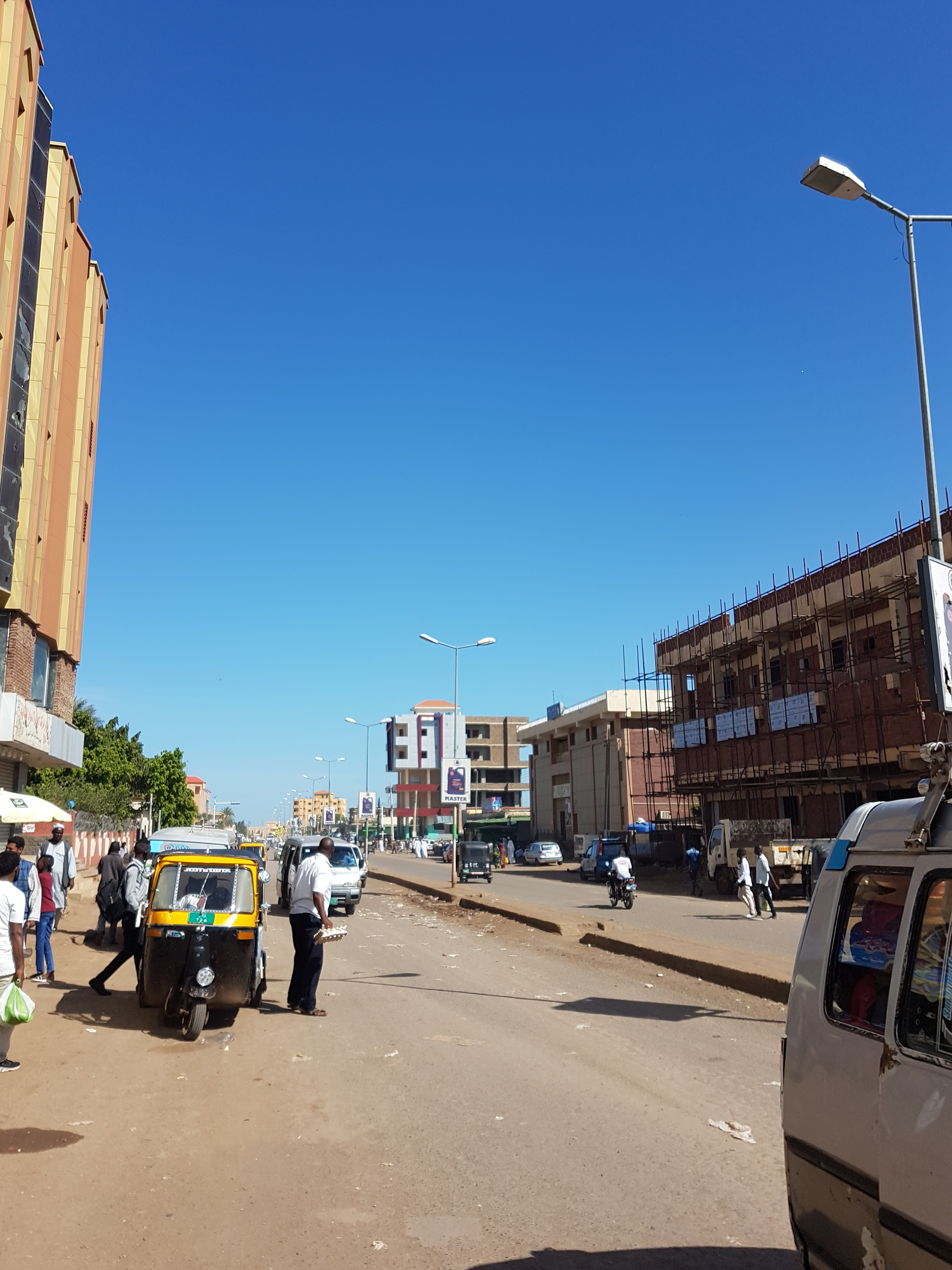
أحد اسواق القضارف

هو واحد من أكبر الأسواق على مستوى السودان من ناحية ممارسة النشاط التجاري وأكبر أسواق المحاصيل في أفريقيا بالنسبة للذرة والدخن والسمسم وله قاعة مزاد تعرض فيها مختلف المحاصيل وتمكن التجار من اختيار المحاصيل حسب الجودة، ومنهم من يشتريها للتصدير وآخر للاستهلاك المحلي. وأهم المحاصيل التي تعرض في القاعة هي الذرة والصمغ العربي والفول السوداني والسمسم وزهرة الشمس. وللسوق مجلس إدارة يتكون من ممثلين للمزارعين والتجار. ويمكن تسويق المحاصيل مباشرة إلى الخارج. وقد أُقيمت مؤخراً بورصة للسوق.
نموذج لأسعار المحاصيل:
أسعار إردب الذرة بالجنيه السوداني بتاريخ 23 نوفمبر / تشرين الثاني 2011
| النوع    | دَبَرْ | فَتَريتَة | صفراء | مقد | عَكَرْ | تترون | دُخُن |
| -------- | --- | ------ | ----- | --- | --- | ----- | --- |
| أعلى سعر | 250 | 240    | 240   | 245 | 230 | 250   | 420 |
| أدنى سعر | 240 | 235    | 235   | 240 | 225 | 245   | 410 |
| الكمية   | 0   | 55     | 54    | 0   | 0   | 0     | 12  |

المصدر: منظمة مدينة القضارف الرقمية

#### صومعة الغلال
صومعة الغلال في القضارف هي عبارة عن مستودع كبير لمعالجة وتخزين الحبوب كالذرة والسمسم وغيرها وتم إنشاؤها في عام 1965 م، بالتعاون مع الإتحاد السوفيتي السابق وذلك بعد التوسع الذي شهدته مشاريع الزراعة الآلية في القضارف والعمل على خلق منشآت تخزين علمية لإنتاج المنطقة من المحاصيل الغذائية مع حفظ المخزون الاستراتيجي من الذرة للدولة. وقد أدّى قيام الصومعة إلى تخفيض تكلفة التخزين لمناولة الحبوب السائبة (غير المعبأة في أكياس) وتقليل الفاقد الوطني في الحبوب من خلال عملية تخزين علمي سليم، بالإضافة إلى معالجة المحاصيل من حيث تنظيفها وتصنيف جودتها وإعدادها للتصدير للخارج وفق المواصفات العالمية.
تبلغ السعة التخزينية لصومعة الغلال في القضارف حوالي 100.000 طن من الحبوب السائبة أي ما يوازي 1000.000 مليون كيس تعبئة كبير تقريباً، وتتكون المنشأة من 144 خلية تخزين مشيدة من الخرسانة المسلحة بسعة 600 طن، إضافة إلى 96 خلية تخزين خرصانية أخرى بسعة 150 طن. تعمل صومعة القضارف بطاقة استلام تصميمية قدرها 525 طن في الساعة تقريباً تتم عبر ثلاثة خطوط إنتاج تبلغ سعة الخط الواحد منها حوالي 175 طن في الساعة، وطاقة شحن تصميمية من خلال أربعة خطوط إنتاج بمعدل 175 طن في الساعة الواحدة للخط الواحد. يتم شحن الحبوب غير المعبأة في أكياس عبر رصيف يسع لثلاثة عربات سكك حديدية أو فناطيز (ناقلات السلع السائبة) بمعدل 105 طن في الساعة الواحدة. تتم التعبئة اليدوية في حدود 1500 كيس في الساعة الواحدة بواسطة عمال الشحن والتفريغ في سبعة مواقع للشحن والتفريغ.
تتم تعبئة الحبوب في الأكياس وحياكتها آلياً بمعدل 2000 كيس مصنوع من البلاستيك أو الجوت في الساعة الواحدة في سبعة خطوط وكل خط يتكون من ميزان آلي دايناميكي وماكينة حياكة وسير ناقل. وهناك محطة للغربلة تتكون من ثلاثة غرابيل آلية وأربع آلات فرز تعمل بطاقة قدرها 300 كيس قدرها طن في الساعة الواحدة بالنسبة للذرة و45 طن في الساعة الواحدة لمحصول السمسم.
وهناك معمل للتبخير والرش والتعقيم والمشمعات الخاصة بوقاية المخزون بالصومعة من آفات كالسوس وغيرها.
وقد كان لصومعة القضارف دوراً مهماً في مكافحة المجاعات نتيجة موجات القحط والجفاف وشح الأمطار في المنطقة وقامت بتزويد إثيوبيا منحة بحوالي 20 ألف طن من الذرة للمتضررين من الجفاف فيها 

### الصناعة

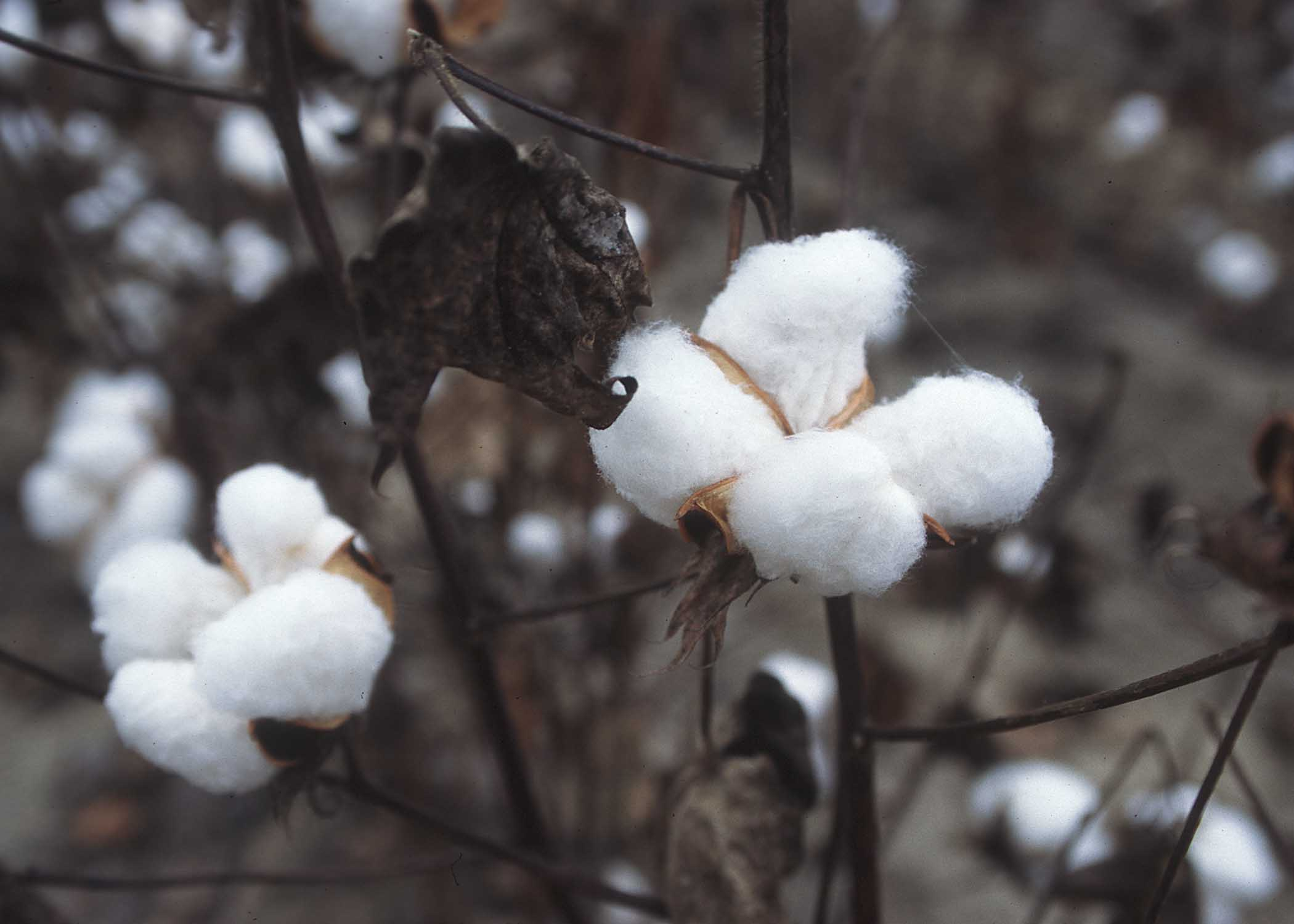
الذهب الأبيض أو القطن، من منتوجات القضارف أيضاً

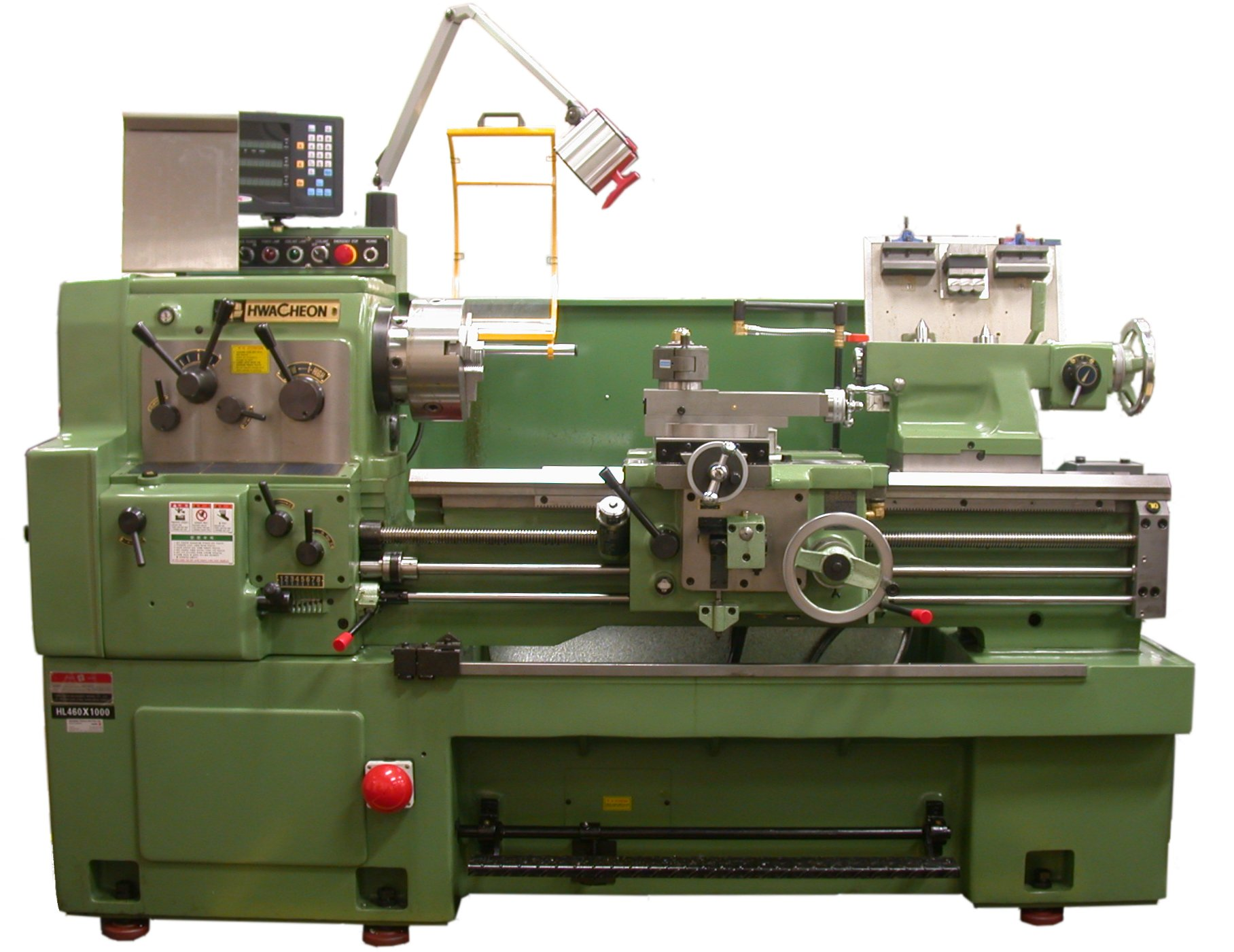
مخرطة معادن

توجد في المدينة منطقة صناعية تضم مصانع  و ورش صيانة للمركبات ومخارط مختلفة لخدمة آلات ومعدات الزراعة الآلية. تعتمد الصناعة على المنتجات الزراعية بالمنطقة خاصة منتجات الحبوب والقطن وأهم الصناعات هي: صناعة الزيوت والصابون والحلوى والسماد.

### القطاع المصرفي
هناك ثمانية عشر(18) فرعاً من فروع البنوك المختلفة إلى جانب بنك السودان المركزي المنوط بتنظيم النشاط المصرفي والمالي في المدينة وبنك القضارف للاستثمار الذي أنشأته ولاية القضارف بالاشتراك مع بنك الإدخار وبنك السودنة وبنك أم درمان الوطني.

## الإدارة
كانت القضارف مركزاً إدارياً يتبع لمديرية(محافظة) كسلا وكانت تشكل جغرافياً المنطقة الجنوبية للمديرية، وشهدت في سنة 1937 م، بداية للإدارة المحلية فيها بإنشاء مجلس ريفي القضارف الموحد. وفي عام 1951 م، تم تقسيم منطقة القضارف إلى أربعة مجالس، ثلاثة منها ريفية وهي مجلس ريفي شمال القضارف، ومجلس ريفي جنوب القضارف، ومجلس بلدي هو بلدية القضارف. وبعد صدور قانون الحكم الشعبي المحلي لعام 1971 م، أصبح للمدينة مجلساً واحداً هو مجلس مدينة القضارف. وفي عام 1989 م تحولت القضارف إلى محافظة منفصلة عن محافظة كسلا، ثم تم تقسيمها في عام 1994 م إلى ثلاث محافظات، واحدة في القضارف، وأخرى باسم محافظة الرهد، والثالثة في القلابات، وفي العام نفسه أُنشأت ولاية القضارف وأصبحت مدينة القضارف إحدى محليات الولاية وعاصمة لها. وبعد التوقيع على اتفاقية نيفاشا مع الحركة الشعبية لتحرير السودان في عام 2005 م وإعادة تقسيم ولايات السودان، تم تقسيم محلية القضارف إلى محليتين، واحدة في القضارف باسم محلية القضارف وعاصمتها القضارف المدينة، وأخرى في البطانة وعاصمتها الصباغ. وبعد التوقيع على اتفاق الشرق وتطبيق مبدأ توزيع السلطة بإشراك جبهة الشرق في الحكم تم تقسيم محلية القضارف إلى بلدية القضارف، ومحلية القضارف وسط.

## التعليم
نظراً للتنوع الثقافي في المدينة أقيمت فيها مدارس مختلفة من حيث المنهج الدرا سي وملكيتها. فهناك المدارس الحكومية على مختلف مراحلها الأساس والثانوي وتدرس المنهج الدراسي العام، والمدارس الأهلية القائمة على التمويل الشعبي ومدارس الجاليات التي تدرس مواد إضافية إلى جانب مواد المنهج العام وينتسب إليها طلبة ينتمون إلى ديانات أخرى كالمسيحية أو الهندوسية وغيرها.
وقد تأسست في عام 1994 جامعة القضارف وذلك من أجل تأهيل الكادر القادر على ترقية الخدمات والمساهمة في حل القضايا المتعلقة بالتنمية والبيئة والصحة العامة وغيرها من المجالات. وبدأت الجامعة بكلية واحدة هي كلية الاقتصاد والتي ما لبثت أن ضمت كليات أخرى حتى وصل العدد الآن إلى سبع كليات تدرس مختلف التخصصات. وإلى جانب جامعة القضارف توجد فروع لجامعات أخرى من خارج القضارف مثل فرع جامعة السودان المفتوحة، وفرع جامعة القرآن الكريم.

## النقل
ترتبط القضارف من خلال شبكة من الطرق البرية الممهدة والسكك الحديدية والطيران بالمدن الرئيسية في السودان وخارج السودان. فهناك الطريق القومي السريع الذي يربطها بالعاصمة الخرطوم عبر مدينة ود مدني بولاية الجزيرة وبمدينة بورتسودان ميناء السودان على البحر الأحمر عبر مدينة كسلا، وهناك خط حديدي من بورتسودان عبر كسلا فالقضارف والخرطوم عبر ود مدني كان يعمل بكفاءة عالية قبل مجيء الحكومة الحالية والتي أدت سياساتها الفاشلة إلى تدمير خدمة النقل الحديدي حيث توجد الآن في القضارف وأطرافها سكك حديدية مهجورة تعرضت للإهمال. كما ترتبط المدينة بطريق ممهّد إلى القلابات بالحدود الأثيوبية ومنها إلى غوندار فالعاصمة الأثيوبية أديس أبابا، فضلاً عن الطرق الممهدة والموسمية التي تربطها بمواقع الإنتاج الزراعي المحيطة مثل طرق القضارف- سَمسَم، والقضارف-القريشة-دوكة، والقضارق-الحواتة، والقضارف -الشواك - الحُمرا، والقضارف- باندقيو -كساب. و التي تنقطع في فترة الخريف نسبة لأنها طرق طينية. وللمدينة مطار في منطقة العزازة يسمى مطار القضارف العزازة بستخدم فقط في المهمات الحكومية لطائرات الهليكوبتر، ورمزه لدى منظمة الإتحاد الدولي للنقل الجوي أياتا هو (GSU)، ولدى المنظمة الدولية للطيران المدني إيكاو، هوHSGF.

جدول يبين المسافة بين القضارف وبعض المدن
| المدينة                    | المسافة بالكيلومتر | المسافة بالميل |
| -------------------------- | ------------------ | -------------- |
| الخرطوم                    | 411                | 219            |
| كسلا                       | 205                | 118            |
| بورتسودان                  | 649                | 403            |
| ود مدني                    | 205                | 127            |
| سنار                       | 198                | 123            |
| الدمازين                   | 274                | 170            |
| عطبرة                      | 434                | 270            |
| حلفا الجديدة               | 186                | 111            |
| دوكة                       | 60                 | 28             |
| القلابات                   | 143                | 89             |
| المتمة الإثيوبية (إثيوبيا) | 146                | 91             |
| غوندار (إثيوبيا)           | 274                | 170            |

## السياحة

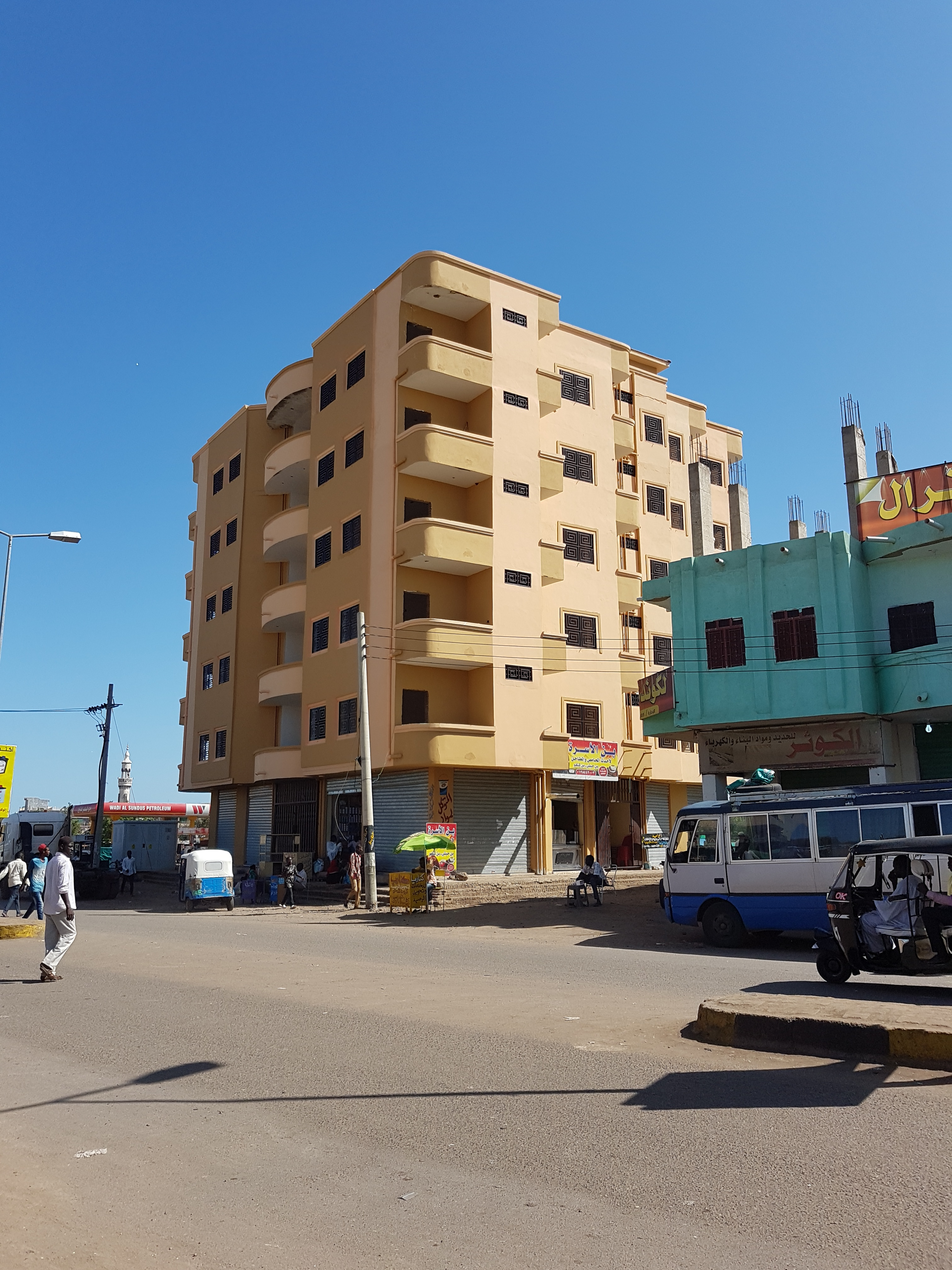
مبنى عمارة في القضارف

تتوفر في القضارف بعض المقومات السياحية المرتبطة بالطبيعة كالغابات والسهول والأودية الموسمية خاصة في موسم الأمطار، إلى جانب الأماكن التاريخية حيث شهدت القضارف بعض الأحداث التاريخية بحكم موقعها الحدودي وأهميتها الإستراتيجية مثل معركة القضارف. وهناك الفعاليات التي يمكن تنظيمها بشكل دوري مثل الدورات الرياضية والفنية ومهرجانات أعياد الحصاد، كما أن موقع المدينة على الطرق البرية التي يرتادها السياح في طريقهم إلى إثيوبيا وسواحل أفريقيا الشرقية وقربها من محمية الدندر الطبيعية يجعل منها أيضاً موقعاً سياحياً في السودان.
وتوجد بالمدينة عدة فنادق على اختلاف درجاتها ومنها:
- فندق المتوكل (3 نجوم)
- فندق الهواد
- فندق المرافيء
- نزل عامر
- نزل المدينة
- نزل خليل
- نزل القضارف
- نزل السلام
- نزل الحباك

## الحدائق والمنتزهات
توجد بعض المنتزهات المتواضعة نوعا ما رغم أنها المتنفس الوحيد للسكان
- مشتل الفاو السياحي
- منتزه الجيش
- منتزه الشهيد
- واحة الشرق
- منتزه أبو الخير[15]
- كما يوجد في منتطقة الحواتة منتجع طبيعي يقع على نهر الرهد ويسمى أم زبل وهو منطقة طبيعية جميلة يوجد بها أشجار كثيفة من السنط تحجب أشعة الشمس كما تنتشر فيها الجداول السطحية والطيور المغردة والقرود وتعدّ مكانا رائعا للاسترخاء والاستمتاع بالطبيعة وتماثل منطقة الرميلة الواقعة على ضفاف خزان خشم القربة الواقع في الحدود بين ولاية القضارف وولاية كسلا.

. كما شملت البنية المعلوماتية في القضارف، إنشاء نقطة القضارف التجارية بغرض توصيل المعلومات التجارية بالقضارف إلى شبكات النقاط التجارية الدولية المرتبطة إلكترونياً، بالإضافة إلى إنشاء نظم معلوماتية لحوسبة المعلومات بالوزارات مثل وزارة التربية والتعليم (نظام إدارة الامتحانات). وتصميم موقع إلكتروني على شبكة الإنترنت

بغرض الترويج للاستثمار، وعرض مؤشرات البورصة (سوق الأوراق المالية) وأسواق المحصول اليومية، وإمداد أجهزة الدولة بالمعلومات الضرورية، على أن يكون الموقع نواة للحكومة الإلكترونية في القضارف. ومن المتوقع أن يبدأ المركز في تطبيق نظام إدارة الجودة (ISO 9001:2000)، والعمل مع الجهات الإعلامية (الإذاعة والتلفزيون) بالولاية لنشر ثقافة المعلومات والحوسبة في القضارف.

### الإذاعة والتلفزيون
تم إنشاء الإذاعة في عام 1995 م، بذبذبة قدرها 1485 كيلوهيرتز، تبعتها محطة أخرى «إذاعة إف.إم »، ومحطة تلفزيونية في عام 1996 م، يبلغ مدى البثُ فيها حوالي خمسين (50) كيلومتر. كما يوجد في المدينة مكتب تابع لوكالة أنباء السودان يضم شبكة من المحررين والمراسلين بمختلف مناطق الولاية لتزويد وسائل الإعلام بأهم أخبار المدينة والولاية.

### شبكة الهاتف
وتوجد بالمدينة خدمات الهاتف الثابت والمحمول. ورمز المدينة الهاتفي هو 441 ومن خارج السودان 441 (249+)

## المظهر العمراني للمدينة

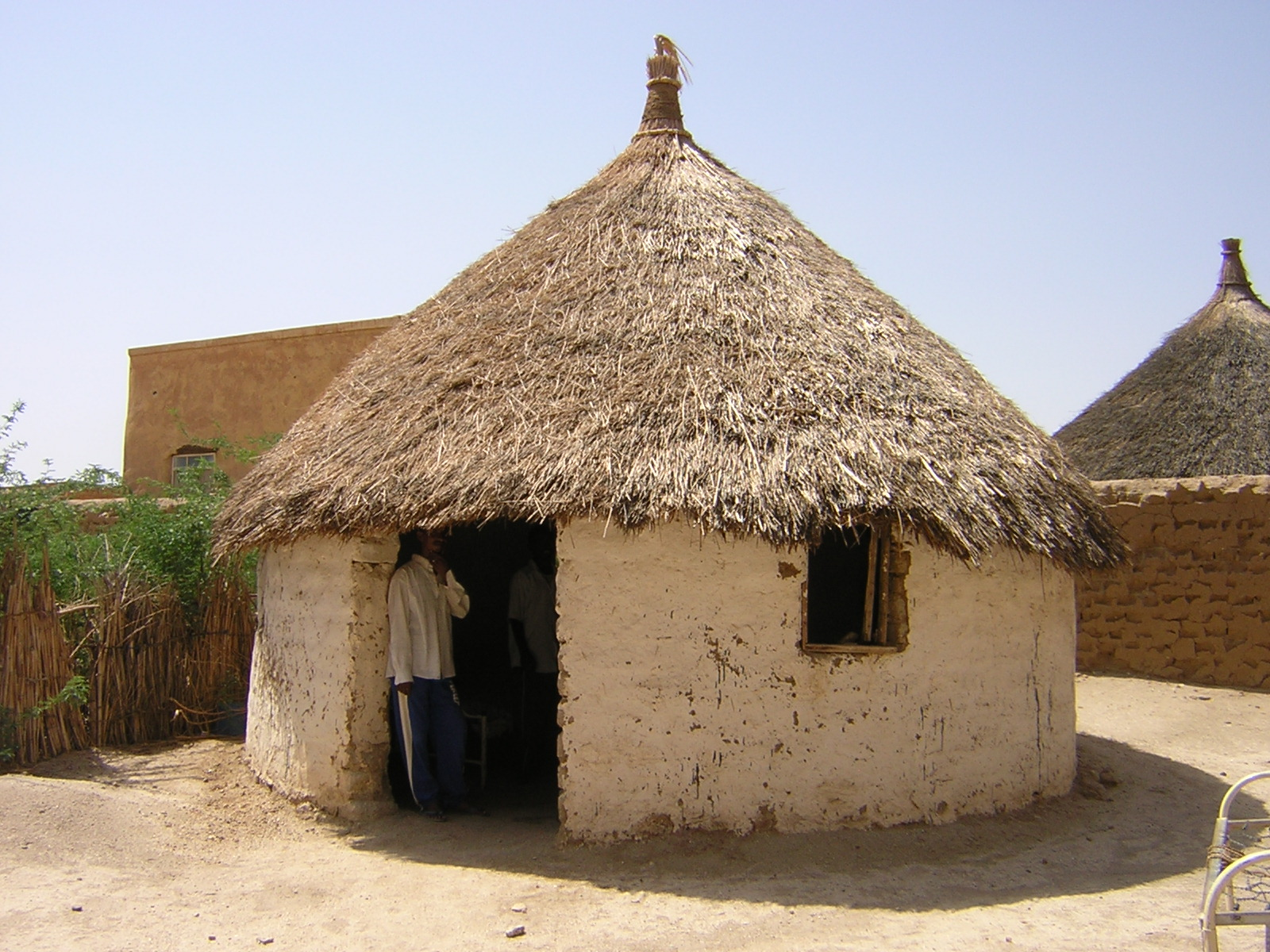
مبنى القطية

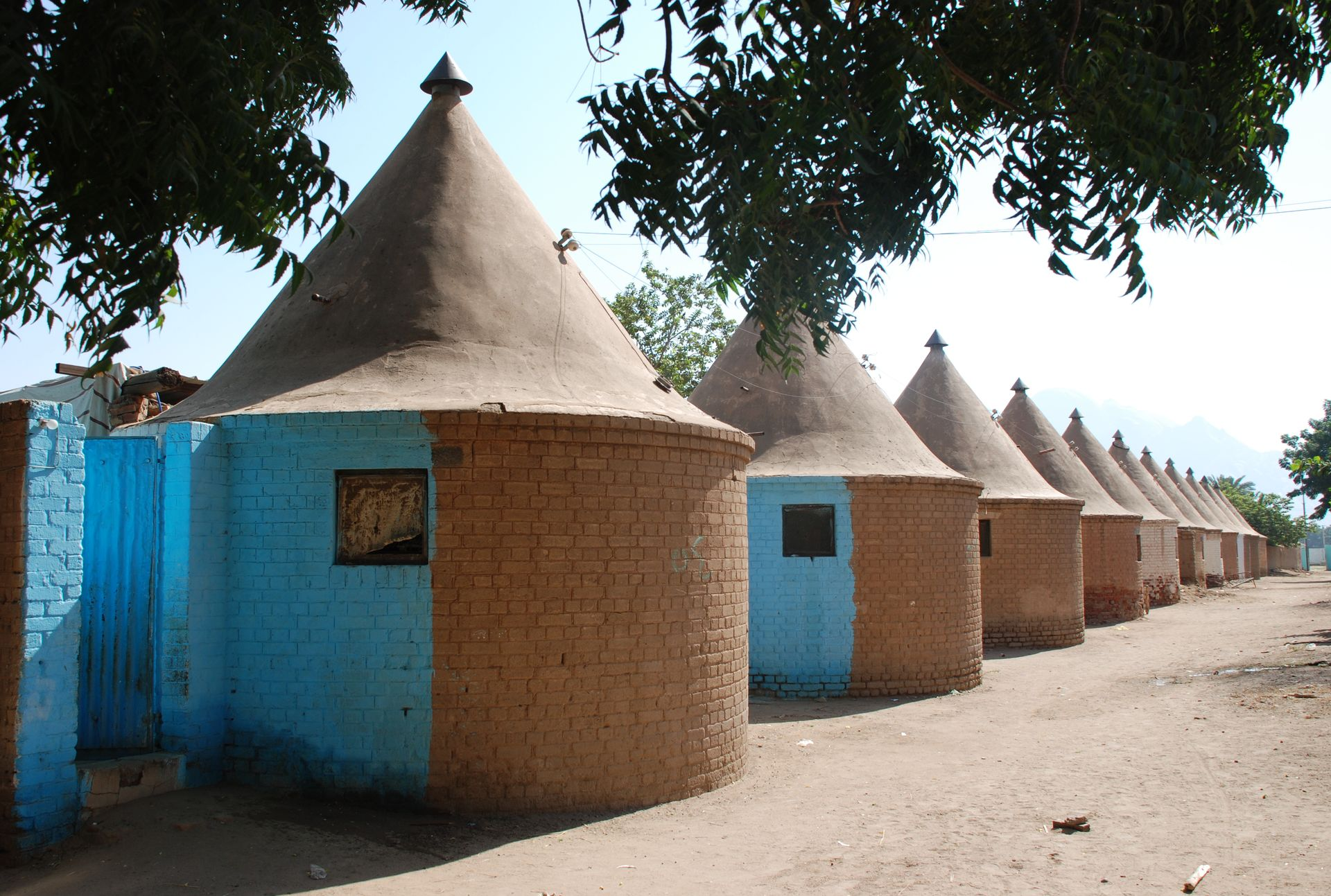
لإنجليز شيدوا القطاطي بالأسمنت، كما هو الحال في مساكن عمال السكك الحديدية في بعض مناطق السودان ومنها كسلا والقضارف

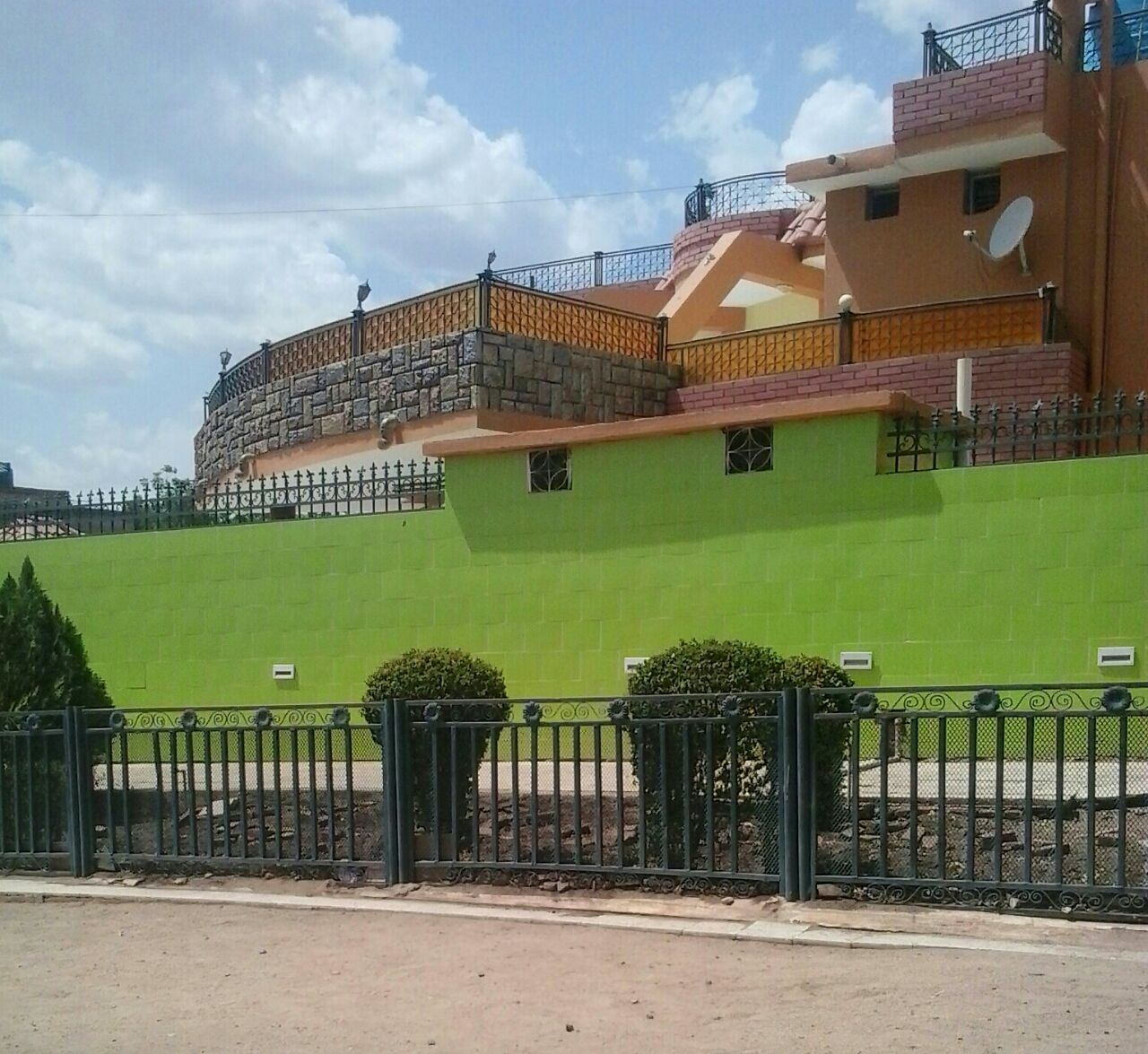
مباني حديثة

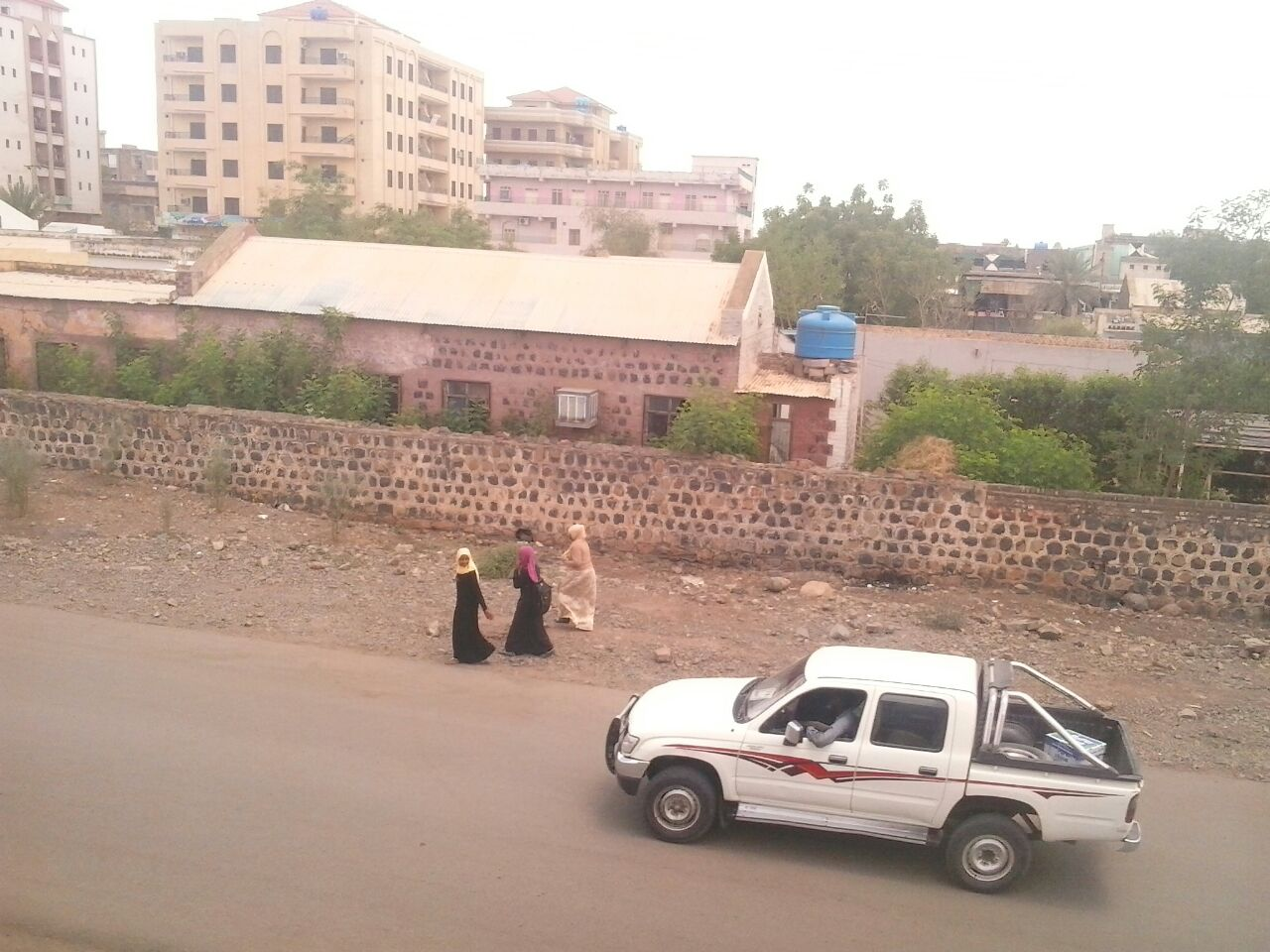
العمارة الحديثة حلت محل عمارة القطاطي

أهم ما يميز المظهر العام للعمران في أغلب المناطق السكنية بالقضارف هو القطاطي (المفرد قطيّة) وهي بيوت دائرية الشكل تتكون من وحدة واحدة تشكل غرفة بحيث تتكون الدار التي يحيط بها سوراً له بوابة رئيسية تفتح على الشارع من عدد من القطاطي بحجم العائلة أو مستواها المعيشي. والمتوسط فيها يتكون من قطية واحدة أو قطيتان للنوم وأخرى كبيرة للإستقبال وإقامة الضيوف تسمى الخلوة، وثالثة صغيرة كمطبخ تسمى التكل فضلاً عن غرف أخرى. ويتم بناء القطية من جدار دائري كبير من الطوب الآجر أو الطين حتى منتصف البيت بطول ثلاثة أمتار وله باباً واحداً ونافذتان صغيرتان أو أكثر ويعلوه سقف في شكل قبة مخروطية قائمة قمتها في الخارج مدببة ويتكون هيكلها من مواد البناء المحلية كأعواد (فروع) الأشجار السميكة تسمى الدقاق مفردها دقاقة التي يتم ربطها بالخيوط والحبال مع أخرى رقيقة تسمى القنى مفردها قناية في شكل دوائر ثم تُكسى بالقش الجاف. ويتم مسح ثلث السقف المخروطي من الداخل بطبقة من الطين الذي يُطلى بعد أن يجف بطلاء جيري أبيض أو بلون آخر في انسجام مع طلاء الحائط الدائري المبني من الطوب. وفي الأحياء الأفقر يتم استخدام القصب وأخشاب فروع الأشجار بدلاً عن الطوب حيث يتم تلييسه بطبقة من الطين المخمر المخلوط بِروث الحيوان والحشائش الرفيعة المهشمة وتسمى القطية في هذه الحالة بيت الدردر. يتم تزيين قمة القطية الخارجية بإضافة رأس من القش ملفوف بحبال من الصوف سوداء أو ملونة لتضفي عليها جمالاً معمارياً ويوضع في قمتها هلال أو كرة من المعدن. وقد يتم رصف أرضية القطية من الداخل بالبلاط ووضع الزجاج على بابها ونوافذها ثم إدخال الكهرباء إليها لتشغيل مروحة أو مكيف هواء وأنوار إضاءة وجهاز تلفزيون وثلاجة وما شابه ذلك، ويكتمل جمال القطية عندما تُحاط بالأشجار النضرة والأزهار. تتميز القطية التي تستخدم كغرفة استقبال باتساع مساحتها من الداخل وارتفاع سقفها فقد تتسع أحياناً لإستقبال أكثر من عشرة أشخاص مرة واحدة. وقد أخذت ظاهرة أبنية القطاطي في التراجع في الآونة الأخيرة حيث توجد أحياء تنعدم فيها القطاطي تماماً وذلك بسبب ارتفاع تكلفة بنائها وعدم ديمومة مواد البناء بحيث تحتاج القطية إلى صيانة دورية بمعدل مرة كل سنة فضلاً عن سرعة تعرضها للحرائق والكسر المنزلي وهي غير عملية من ناحية التخطيط العمراني، رغم انسجامها مع البيئة الجغرافية والمناخية للمنطقة التي يكثر فيها هطول الأمطار وترتفع فيها حرارة الجو صيفاً فضلاً عن التربة الطينية الشديدة اللزوجة العديمة الصخور.
شهدت المدينة في العقود الأخيرة نهضة عمرانية شملت المرافق العامة والبنية التحتية والمباني الحكومية مثل مبانى الولاية وأمانة الحكومة وتنظيم السوق الرئيسي الذي يتوسط المدينة. وكان يوجد في القضارق دارين للسينما، إحداهما هي السينما الوطنية والأخرى سينما التعليم الأهلي (كوكس، سابقاً) تم هدمهما حاليا.
ومن المعالم العمرانية بالقضارف مبنى صومعة الغلال الذي يعلو أفُق المدينة وبقية مبانيها الأخرى في ناحيتها الغربية ويلاحظ من على البعد، وكذلك مباني القيادة العسكرية القائمة على جبل الجيش أو كما يسمى جبل مكي الشابي شرق المدينة.

## أحياء القضارف
تنقسم القضارف من ناحية التخطيط العمراني إلى أحياء وهي عبارة عن مدينة مثلثة تتكون من الأحياء الشمالية والغربية والجنوبية يتوسطها ويربط بينها السوق الكبير لكن لايوجد ناحية شرقية بها. وبما أن المدينة تعدّ مدينة تجارية فإن الأحياء فيها مقسمة على درجة المستوى المعيشي لسكانه. ففي الأجزاء الشمالية منها توجد أحياء الطبقة الثرية من السكان، ويبدو ذلك واضحاً من النمط المعماري السائد للمنازل هناك والمشيدة من الطوب والأسمنت المسلح على خلاف منازل أحياء أخرى في الجنوب التي تطغى عليها منازل مبنية من المواد المحلية كالقصب والقش والطين. ولكل حي من أحياء القضارف قصته التاريخية وسبب تسميته. وفيما يلي قائمة بأهم الأحياء:
| اسم الحي                      | سبب التسمية |
| ----------------------------- | --- |
| حي الميدان                    | كان بمثابة ميدان تهبط فيه الطائرات الحربية التابعة للحلفاء إبّان الحرب العالمية الثانية تم تخطيطه كحي سكني في عام 1951 م، بواسطة الأستاذ محمد الخليفة طه الريفي |
| ديم بكر                       | نسبة إلى الناظر مصطفى بكر، وقد أقام فيه أفراد جيش المهدي بعد انهزامهم في معركة القضارف |
| ديم النور                     | تيّمناً بالأمير النور عنقرة، قائد جيش المهدي الذي عسكر فيه بجيشه قبل الزحف نحو القلابات فالحبشة |
| حي الرابعة                    | ويقع جنوب حي ديم النور تأسس أصلاً في سبعينيات القرن الماشي لإستيعاب سكان ديم النور وديم سعد الذين ازيلت مساكنهم نتيجة لخطة التخطيط العمراني الذي نفذ فيهما |
| ديم حمد والشايقية             | نسبة إلى الشيخ محمد (حمد) أبو سن وقبيلة الشايقية بزعامة الحاج عتمان والذي نزل في ضيافته الشيخ أبو سن في عام 1947 م، عند وصوله إلى القضارف لأول مرة |
| حي العباسية                   | وهو من الأحياء القديمة في القضارف يحده من الغرب طريق مدخل القضارف الرئيسي ومن أهم أجزاء الحي مربع 1 الذي يقسم ما بينه وبين حي البرنو |
| حي المفرقعات                  | كان يضم مخازن ذخيرة الجيش البريطاني |
| المحروقة                      | كان اسمه الأصلي هو فريق البقر، وقد كان عبارة عن زرائب (حظائر) للأبقار، وسمي بالخامة بعد الحريق الشهير الذي شب به في عام 1958 م والذي أتى على منازل الحي كلها تقريباً |
| الصوفي الأزرق                 | من الأحياء القديمة بالمدينة |
| حي الملك                      | من الأحياء القديمة بالمدينة |
| ديم سواكن                     | ظهر في الستينات، ومؤسسه هو عثمان عمر المصري وسليمان ناجي، وكان يطلق عليه في بداية نشأته اسم الحلة الجديدة وخور مقاديم، نسبة للوادي الموسمي الذي يفصله عن حي ديم سعد المجاور |
| ديم سِعد                       | من الأحياء الحديثة في القضارف |
| حي سلامة البي                 | ويقصد بالبي أو البيه، الناظر بكر، الذي ساعد على إسكان مواطني الحي فيه بشكل رسمي |
| حي الأسرى                     | تأسس كمعسكر لأسرى الحرب إبان الحرب العالمية الثانية |
| حي الجمهورية                  | كان يسمى في السابق حي طردونا لأنه تأسس من قبل مواطني تم ترحيلهم إلى المكان من مساكنهم العشوائية |
| حي الجنائن                    | كان في البداية مجموعة من الجنائن(الجنات) أي البساتين ومن بينها جنائن الحاج عتمان الشايقي وجنائن حاج على الكردي وكريم وعباس النميري ودنقى وغيرها |
| حي الثورة                     | وهو في الأصل امتداداً لحي الميدان |
|                               | |
| حي أبايو                      | سكنته مجموعه من الجعليّين التي وفدت على القضارف مع المك نمر جزء منها أسس حي الملك والثاني حي أبايو، وثمة رواية أخرى تذهب إلى أن الحي أسسه مواطن من قبيلة الهوسا وكان يقيم معه إبنه الصغير الذي كان ينادي أباه عند مقدمه للدار قائلاً "أبا" ويجيب الأب "يو"، ومن هنا جاءت التسمية "أبا- يو" |
| حي الموظفين                   | يسكنه موظفو الدولة في منازل تابعة للحكومة |
| حي الدناقلة                   | سكنته في بداية تأسيسه أسر تنتمي إلى قبيلة الدناقلة النوبية وافدة من الولاية الشمالية |
| حي الجباراب شرق والجباراب غرب | من الأحياء العريقة وتقطنه مجموعة متنوعة من القبائل |

وهناك مجموعة أخرى من الأحياء منها: أركويت ، دار السلام، كرري ، دار النعيم، كرفس، المحروقة، يثرب، قشلاق البوليس (الشرطة)، أبكر جبريل، السيول، وأب فرار، حي المعاصر، الصداقة، الصوفي البشير، ود الكبير، تواوا، الجنينة، حي المطار، والموردة، والعباسية، وحي الناظر وحي بدر وحي الواحة وغيرها.

## أعلام القضارف

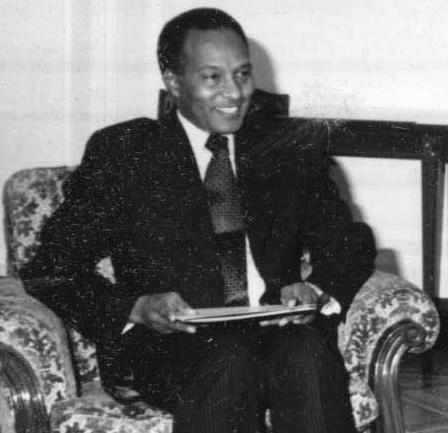
الرشيد الطاهر بكر

- الرشيد الطاهر بكر ، سياسي ونائب رئيس جمهورية سوداني سابق.
- محمد عثمان كجراي ، شاعر.
- أحمد الجابري ، مغني.
- النور عنقرة ، قائد وأمير في عهد الثورة المهدية بالسودان . وهو المسمى عليه حي ديم النور الشهير حيث انه كان مقر جيشه.

## معرض صور

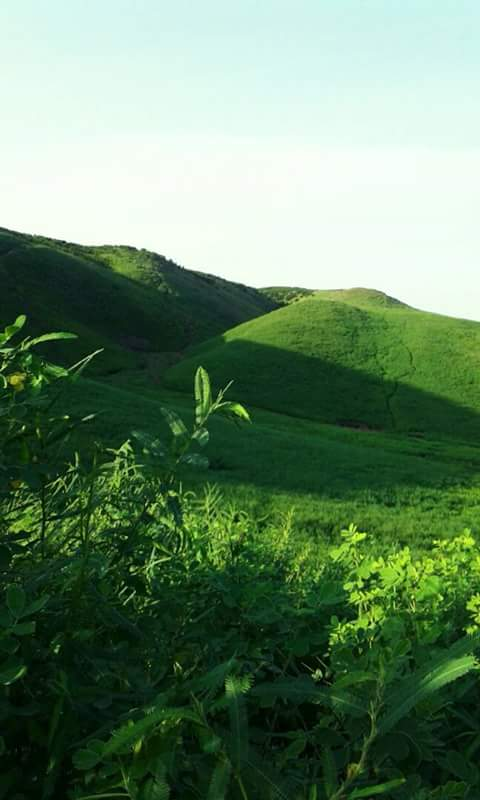
قروم مكاريتا

## وصلات خارجية
لمشاهدة صور ومعلومات إضافية عن القضارف راجع:
http://www.angelfire.com/ma2/yoss/Gedarif.html
http://www.google.nl/search?q=gedaref&hl=nl&prmd=imvns&source=lnms&tbm=isch&ei=wqPbTrWwBcn1-gbq6PjPDg&sa=X&oi=mode_link&ct=mode&cd=2&sqi=2&ved=0CA0Q_AUoAQ&biw=1093&bih=514